# Busan Open Challenger 2023 - Doppio
I detentori del titolo Marc Polmans e Max Purcell hanno giocato questa edizione con compagni diversi: Polmans in coppia con Chung Yun-seong, e sono stati eliminati al primo turno da Evan King e Reese Stalder, mentre Purcell ha giocato con Rubin Statham e hanno dato forfait prima di giocare la finale.
In finale Evan King e Reese Stalder hanno sconfitto Max Purcell e Rubin Statham per walkover.

## Teste di serie
1. Andrew Harris /  John-Patrick Smith (primo turno)
2. Evan King /  Reese Stalder (campioni)

1. Anirudh Chandrasekar /  Vijay Sundar Prashanth (primo turno)
2. Max Purcell /  Rubin Statham (finale)

## Wildcard
1. Choe Jae-sung /  Park Ui-sung (quarti di finale)

1. Lee Jea-moon /  Shin Woo-bin (semifinale)

## Alternate
1. Jason Jung /  Hiroki Moriya (quarti di finale)

1. Daniel Masur /  Mukund Sasikumar (primo turno)

## Tabellone

### Legenda
| - Q = Qualificato - WC = Wild card - LL = Lucky loser | - ALT = Alternate - SE = Special Exempt - PR = Protected Ranking | - w/o = Walkover - r = Ritirato - d = Squalificato |

|  | Primo turno | Primo turno                 | Primo turno         | Primo turno | Primo turno |  |  | Quarti di finale | Quarti di finale    | Quarti di finale  | Quarti di finale    | Quarti di finale |   |      | Semifinali | Semifinali                | Semifinali                | Semifinali                | Semifinali              |                         |     | Finale | Finale | Finale | Finale | Finale |  |
|  |             |                             |                     |             |             |  |  |                  |                     |                   |                     |                  |   |      |            |                           |                           |                           |                         |                         |     |        |        |        |        |        |  |
|  | 1           | A Harris J-P Smith          | A Harris J-P Smith  | 4           | 2           |  |  |                  |                     |                   |                     |                  |   |      |            |                           |                           |                           |                         |                         |     |        |        |        |        |        |  |
|  |             | A Kadhe J-s Nam             | A Kadhe J-s Nam     | 6           | 6           |  |  |                  | A Kadhe J-s Nam     | A Kadhe J-s Nam   | 7                   | 6                |   |      |            |                           |                           |                           |                         |                         |     |        |        |        |        |        |  |
|  |             | S Hazawa D Palan            | S Hazawa D Palan    | 3           | 4           |  |  | WC               | J-s Choe U-s Park   | J-s Choe U-s Park | 63                  | 3                |   |      |            |                           |                           |                           |                         |                         |     |        |        |        |        |        |  |
|  | WC          | J-s Choe U-s Park           | J-s Choe U-s Park   | 6           | 6           |  |  |                  |                     |                   |                     |                  |   |      |            | A Kadhe J-s Nam           | 4                         | 6                         | [8]                     |                         |     |        |        |        |        |        |  |
|  | 4           | M Purcell R Statham         | 7                   | 3           | [10]        |  |  |                  |                     | 4                 | M Purcell R Statham | 6                | 4 | [10] |            |                           |                           |                           |                         |                         |     |        |        |        |        |        |  |
|  |             | A Rai Y Bu                  | 5                   | 6           | [5]         |  |  | 4                | M Purcell R Statham | 63                | 6                   | [10]             |   |      |            |                           |                           |                           |                         |                         |     |        |        |        |        |        |  |
|  |             | L Saville Y Uchiyama        | 3                   | 713         | [6]         |  |  |                  | Y-h Hsu Y Shimizu   | 7                 | 4                   | [7]              |   |      |            |                           |                           |                           |                         |                         |     |        |        |        |        |        |  |
|  |             | Y-h Hsu Y Shimizu           | 6                   | 611         | [10]        |  |  |                  |                     |                   |                     |                  |   |      | 4          | Max Purcell Rubin Statham | Max Purcell Rubin Statham | Max Purcell Rubin Statham |                         |                         |     |        |        |        |        |        |  |
|  | Alt         | J Jung H Moriya             | J Jung H Moriya     | 6           | 6           |  |  |                  |                     |                   |                     |                  |   |      |            |                           | 2                         | Evan King Reese Stalder   | Evan King Reese Stalder | Evan King Reese Stalder | w/o |        |        |        |        |        |  |
|  | Alt         | D Masur M Sasikumar         | D Masur M Sasikumar | 2           | 2           |  |  | Alt              | J Jung H Moriya     | J Jung H Moriya   | 4                   | 5                |   |      |            |                           |                           |                           |                         |                         |     |        |        |        |        |        |  |
|  | WC          | J-m Lee W-b Shin            | 5                   | 79          | [10]        |  |  | WC               | J-m Lee W-b Shin    | J-m Lee W-b Shin  | 6                   | 7                |   |      |            |                           |                           |                           |                         |                         |     |        |        |        |        |        |  |
|  | 3           | A Chandrasekar VS Prashanth | 7                   | 67          | [8]         |  |  |                  |                     |                   |                     |                  |   |      | WC         | J-m Lee W-b Shin          | J-m Lee W-b Shin          | 3                         | 3                       |                         |     |        |        |        |        |        |  |
|  |             | R Hijikata L Tu             | R Hijikata L Tu     | 7           | 78          |  |  |                  |                     | 2                 | E King R Stalder    | E King R Stalder | 6 | 6    |            |                           |                           |                           |                         |                         |     |        |        |        |        |        |  |
|  |             | T Matsui K Uesugi           | T Matsui K Uesugi   | 5           | 6           |  |  |                  | R Hijikata L Tu     | R Hijikata L Tu   | R Hijikata L Tu     |                  |   |      |            |                           |                           |                           |                         |                         |     |        |        |        |        |        |  |
|  |             | M Polmans Y-s Chung         | 2                   | 7           | [8]         |  |  | 2                | E King R Stalder    | E King R Stalder  | E King R Stalder    | w/o              |   |      |            |                           |                           |                           |                         |                         |     |        |        |        |        |        |  |
|  | 2           | E King R Stalder            | 6                   | 6(1)        | [10]        |  |  |                  |                     |                   |                     |                  |   |      |            |                           |                           |                           |                         |                         |     |        |        |        |        |        |  |